# 肖寨门镇
肖寨门镇，是中华人民共和国辽宁省沈阳市辽中区下辖的一个乡镇级行政单位。隶属于辽宁省沈阳市，位于辽中区东南部 ，紧靠浑河右岸，与辽阳相毗邻。肖寨门镇素有“白酒之乡”、“肉牛大镇”之美誉，被称为“东北天主教发祥地之一”。是民国爱国将领王树常军长的故乡，唐朝薛礼征东时，军队的宿营地（古称贵端城）。2012年，辽中区老观坨镇撤销并入肖寨门镇。

## 行政区划
肖寨门镇下辖以下地区：
肖北社区、肖东社区、肖南社区、三西村、妈妈街村、七南村、七北村、沙西村、三南村、沙东村、三东村和三北村。